# 존 화이트 (스쿼시 선수)
존 화이트 (John White, 오스트레일리아 이사 산, 1973년 6월 15일생)는 이전 세계랭킹 1위 스쿼시 선수이다.
화이트는 2002년 월드 오픈과 브리티시 오픈에서 모두 준우승을 차지했다. 그는 2003년 PSA 마스터즈에서 티에리 린코우를 결승에서 15-8, 17-15, 17-16로 꺾고 우승하였다. 그는 또한 2004년 브리티시 내셔널 선수권 대회에서 리 비칠을 결승에서 17-16, 17-14, 14-15, 15-8로 꺾고 우승하였다. 화이트는 2004년 3월 처음으로 세계랭킹 1위를 기록하였다.
화이트는 스쿼시 선수 중에서 공을 가장 세게 치는 선수 중 한 명으로 알려져 있다. 매우 자주, 그는 165 마일/h(266 km/h)를 넘는 구속을 기록하였다. 그의 샷 중 하나는 172 마일/h를 기록하였고, 이는 지금도 세계기록으로 남아있다.
화이트는 오스트레일리아에서 자랐지만, 국제 스쿼시에서 그는 스코틀랜드의 소속이다.
2007년, 화이트는 란카스터 (펜실베니아)의 프랭클린 & 마샬 대학에서 스쿼시 이사(Director of Squash)및 수석 스쿼시 코치로 임명되었다.

## 같이 보기
- 스쿼시 선수 목록